# Palais Creutz

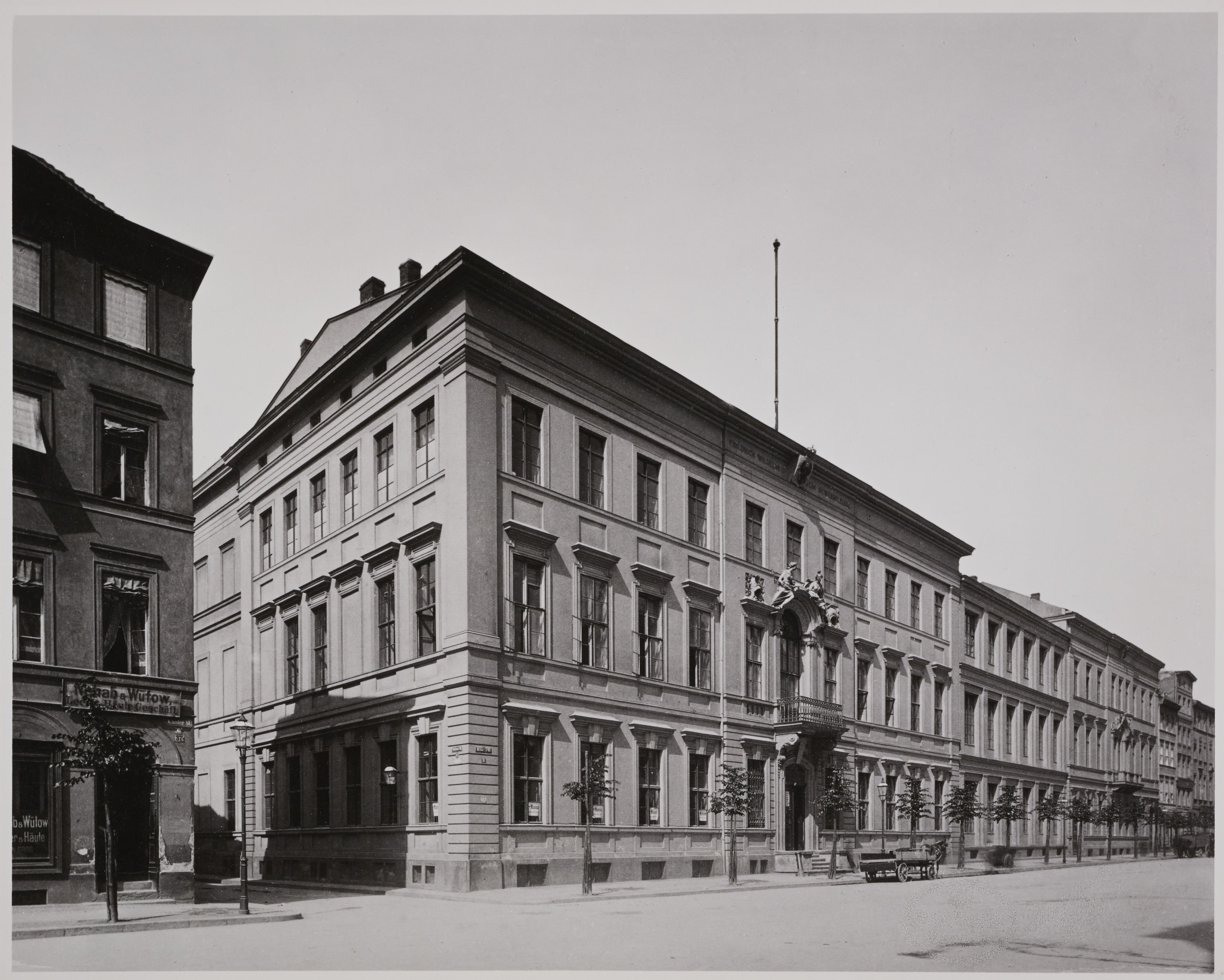
Das Palais Creutz um 1890, daneben der Schinkelbau und das Duplikat des Palais; Messbild

Das Palais Creutz (auch: Palais Kreutz) war ein barockes Stadtpalais in Berlin. Das von 1713 bis 1715 durch Martin Heinrich Böhme erbaute Palais lag im Alt-Berliner Stadtkern auf dem Grundstück Klosterstraße 36 an der Ecke der Siebergasse schräg gegenüber dem Komplex des Grauen Klosters. Es war im 18. Jahrhundert Sitz zweier historischer Persönlichkeiten und im 19. und 20. Jahrhundert ein bedeutender Ort der Lehre und Forschung sowie ein Museum. Im Zweiten Weltkrieg erlitt es schwerste Schäden und wurde 1949 abgerissen.

## Vorgeschichte
Als letzte Straße innerhalb der mittelalterlichen Berliner Stadtmauer unterstand die Klosterstraße der Gewalt des Kurfürsten von Brandenburg. Hier lag sein „Hohes Haus“ genanntes Berliner Quartier. Die meisten Grundstücke der Straße waren Burggüter. Seit 1487 gehörte auch das spätere Grundstück Nr. 36 dazu. Unter den vom Markgrafen damit Belehnten befanden sich Angehörige der Familien Wins und Waldow sowie Leonhard Thurneisser. Später fiel es an den Kurfürsten zurück. Zu Beginn des 18. Jahrhunderts diente das Gebäude, ein Fachwerkhaus, als Kornspeicher sowie der Berliner Kadettenschule als „Fechthaus“, bis es 1712 abbrannte. König Friedrich Wilhelm I. schenkte das Ruinengrundstück kurz nach seiner Thronbesteigung im Jahr 1713 seinem Geheimen Staatsrat und Günstling Bogislaw von Creutz, für den er in seinem Regierungssystem das Amt des Generalkontrolleurs der Finanzen geschaffen hatte.

## Das Palais im 18. Jahrhundert

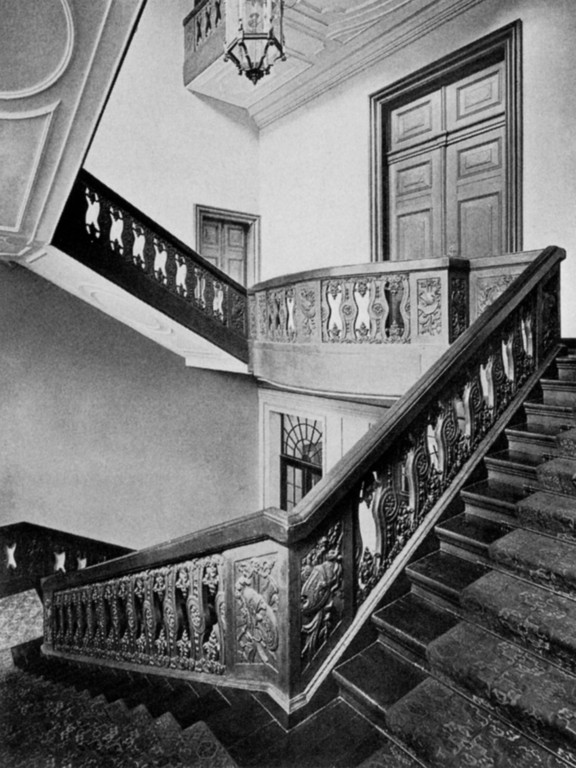
Haupttreppe mit Tür zum Festsaal im Palais Creutz, um 1910

Creutz, der seinen großen Reichtum dem König verdankte, aber zur Miete in Berlin wohnte, begriff die Schenkung zutreffend als Aufforderung, auf dem Grundstück durch den Bau eines eigenen Palais einen vorbildhaften Beitrag zur Verschönerung Berlins zu leisten. Creutz hatte zu beachten, dass Friedrich Wilhelm I. das Berliner Hofleben vom Schloss in die Häuser des Adels verlegt hatte. Dort versammelte sich um ihn die Hofgesellschaft von November bis Juni zwei- bis dreimal wöchentlich reihum bei einem ihrer Angehörigen in „Assemblées“. Der Hausherr hatte die Gesellschaft zu unterhalten und zu bewirten. Creutz beauftragte mit der Errichtung seines Palais Martin Böhme, einen Schüler Andreas Schlüters und Jean de Bodts. Böhme orientierte sich angesichts der neuen Anforderungen für ein Berliner Stadtpalais als Fest- und Repräsentationsstätte am Bautyp des Pariser Hôtel particuliers.

### Baubeschreibung
Nach niederländischen Vorbildern des 17. Jahrhunderts entwarf Böhme ein in die Straßenfront der Klosterstraße integriertes Stadtpalais ähnlich dem Trippenhuis oder dem Grachtenhaus. Das auf einer quadratischen Fläche von 35 m × 35 m erbaute dreiflügelige Gebäude mit je elf Achsen hatte ein Unter-, Ober- und Mezzaningeschoss und trug ein Walmdach mit großen Lukarnen über der dritten und neunten Achse. Aus der Hauptfassade trat ein flaches, dreiachsiges Mittelrisalit mit einer Freitreppe zum Portal hervor, gekrönt von einem stützenfreien Fronton. An dem nach hinten durch eine Galerie zu einem Garten geschlossenen Hof lagen an der schmalen Siebergasse die Wageneinfahrt und weiter hinten Stallungen.
Der Baubeginn fiel in das letzte Jahr Schlüters in Berlin, doch ließ sich ein Anteil Schlüters an Böhmes Bau nicht erkennen, eher „Züge eines Schulwerks“. Die Fassadengestaltung zeigte starke Anklänge an Schlüters Gartenfassade des Berliner Schlosses: Über dem rundbogigen Portal in der Mittelachse wiederholte sich das von Schlüter beim Gartenportal des Schlosses verwendete Serliana-Motiv. Auch Einzelheiten der Gestaltung des Mittelfensters, wie der Balkon, die heraustretende, mit Säulen versehene kassettierte Fensterlaibung und die aufgesetzten Frauenfiguren entsprachen diesem Vorbild. Die Fensterverdachungen stimmten mit denen des Untergeschosses der Schlossfassade am Schlossplatz überein.
Im Inneren lag hinter der Eingangshalle das Treppenhaus. Die Treppe war freitragend und hatte ein kunstvoll geschnitztes Geländer. Zentrum des Obergeschosses war der Festsaal über der Eingangshalle. Seine Stuckdekorationen und die Deckenmalereien galten als die anspruchsvollsten in Berlin, nur übertroffen von Schlüters Paradezimmern des Berliner Schlosses, deren Motiven sie entsprachen. Auch die acht weiteren Repräsentationsräume waren entsprechend gestaltet. Damit stand das Palais am Beginn der Ausrichtung des Berliner Stadtpalais-Baus auf französische Vorbilder.

### Nutzung und Bewohner
Im Jahr 1716 konnte Creutz sein Palais beziehen. Das in der Kronprinzenzeit begründete enge Verhältnis des Königs zu Creutz schlug sich in Aufsehen erregender Weise nieder, als am 17. Februar 1732 im Palais zur Heirat der Tochter mit Hans Christoph Friedrich von Hacke der vollständige preußische Hof mitsamt illustrer Gäste erschien, darunter der spätere Kaiser Franz I. Als Creutz 1733 starb, erbte sein Schwiegersohn, wie er ein Vertrauter des Königs, das Palais. Es diente ihm, der auch unter Friedrich dem Großen einflussreiche Funktionen innehatte, über zwanzig Jahre als Wohn- und Amtssitz. Hacke stieg u. a. zum Stadtkommandanten von Berlin auf, bis heute lebendig als Namensstifter des Touristenmagnets Hackescher Markt. Nach seinem Tod im Jahr 1754 blieb das Palais im Eigentum der Familie Hacke.

## Öffentliches Gebäude im 19. und 20. Jahrhundert

### Gewerbeinstitut

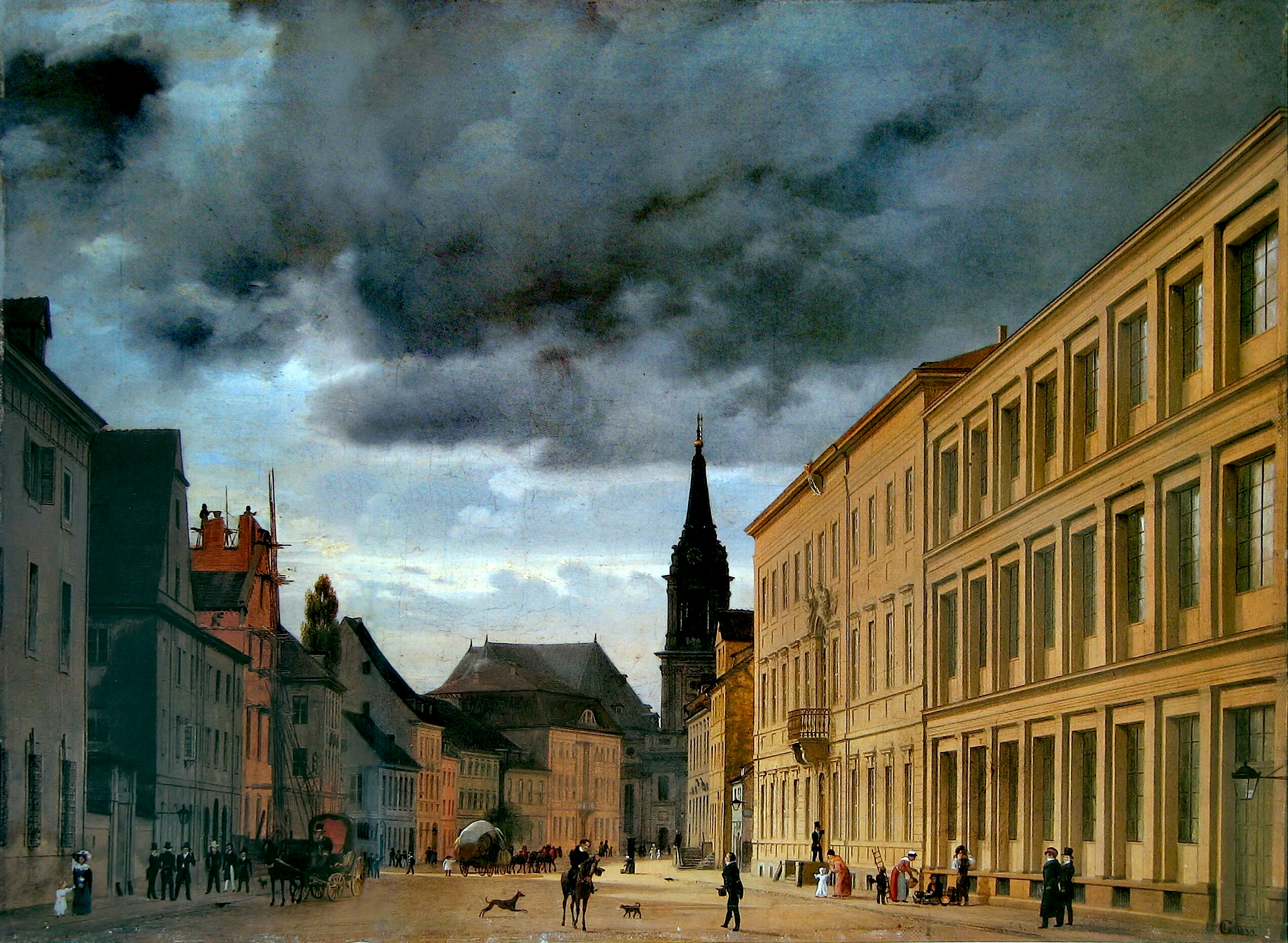
Die Klosterstrasse; ganz rechts Schinkels Erweiterungsbau des Gewerbeinstituts, links daneben das aufgestockte Palais Creutz; Gemälde von Eduard Gaertner (1830)

Um 1800 war das von allen städtischen Abgaben freie Burggut in Staatsbesitz gelangt. König Friedrich Wilhelm III. wies es 1820 dem neu zu gründenden Berliner Gewerbeinstitut zu. Von Peter Beuth im Sinne der preußischen Reformen nach dem Vorbild der Bergakademie Berlin und der Berliner Bauakademie initiiert, bildete die Einrichtung gewerbliche Unternehmer und Fachkräfte für die öffentliche Verwaltung aus. Für die neue Nutzung wurde der Dreiecksgiebel entfernt, um das Mezzaningeschoss durchgehend zum Vollgeschoss zu erhöhen, und das Walmdach durch ein flaches Giebeldach mit einem leeren Giebelfeld zur Siebergasse ersetzt. Als 1827 das Nachbargrundstück Klosterstraße 35 an das Gewerbeinstitut gekommen war, fügte 1829 Karl Friedrich Schinkel dort an das Palais einen Neubau an, dessen drei Stockwerke auf gusseisernen Säulen ruhten und mit denen des Palais Creutz auf gleicher Höhe verbunden waren. Durch große Fenster und schmucklose Pilaster erhielt der Erweiterungsbau eine schlichte, rasterartige Fassade. Der Erwerb der Grundstücke Klosterstraße 32–34 und der Sieberstraße 1/2 nach 1855 ermöglichte in den Jahren 1861–1865 weitere Ergänzungsbauten. Auf den freigeräumten Grundstücken an der Klosterstraße schloss man dem Schinkelbau eine um zwei Fensterachsen verschmälerte Kopie des Palais Creutz an, um der dreiteiligen Straßenfront des Institutsgebäudes bei Bewahrung des Palais ein erkennbares Gesicht zu geben. Im vergrößerten hinteren Grundstücksbereich kamen Unterrichts-, Labor- und Werkstattbauten hinzu. Die Institution hieß ab 1866 Königliche Gewerbeakademie. Aus ihrer Zusammenlegung mit der Bauakademie entstand 1879 die Königlich Technische Hochschule zu Berlin. Als 1884 ihr Neubau in Charlottenburg fertiggestellt war, verließ sie den erweiterten Komplex des Palais Creutz. Fortan benutzten ihn Berliner Kataster- und Finanzämter. Im ersten Stock residierte der Präsident des Landesfinanzamtes in einer 15-Zimmer-Wohnung, die sich bis in die repräsentativen Räume des Palais Creutz erstreckte.

### Mechanisch-Technische Versuchsanstalt
Im Jahr 1871 entstand nach einem Erlass des preußischen Ministeriums für Handel und Gewerbe im Komplex des Palais Creutz die Mechanisch-Technische Versuchsanstalt (MTV), der historische Vorgänger der heutigen Bundesanstalt für Materialforschung und -prüfung (BAM). Die MTV begann im Keller der Berliner Gewerbeakademie mit ersten Festigkeitsversuchen für Eisen und Stahl, bis ihr ein ebenerdiger Fachwerkbau auf dem Hof des Palais zur Verfügung stand. Nachdem Adolf Martens 1884 ihre Leitung übernommen hatte, konnte die MTV in einen für sie errichteten Neubau auf dem Gelände der Technischen Hochschule Berlin in Charlottenburg umziehen.

### Hygieneinstitut
Am 1. Juli 1885 wurde das Palais Creutz zum ersten Standort des Hygienischen Instituts der Berliner Universität unter seinem Gründer Robert Koch. Es bezog leerstehende Räume im Untergeschoss und im zweiten Stock sowie die Seitenflügel des Palais. Die Labore und Stallungen der Hintergebäude dienten den Forschungen mit Versuchstieren. Kochs Arbeits- und Sprechzimmer lag im zweiten Stock. Bei ihm studierten die späteren medizinischen Größen Martin Kirchner, Emil Behring, und Bernhard Nocht. Das Institut betrieb im Haus das Hygiene-Museum, das den größten Teil der Räume beanspruchte. Die Kustoden der Sammlung waren Kochs Assistenten Erwin von Esmarch und Julius Richard Petri. Als Kochs schwieriges Verhältnis zu seinen Universitäts-Kollegen Nahrung durch den Tuberkulin-Skandal bekommen hatte, löste er seine Probleme mit der Universität durch Rücktritt und gründete das außeruniversitäre Preußische Institut für Infektionskrankheiten. Als Kochs Nachfolger für den Lehrstuhl für Hygiene berief die Friedrich-Wilhelms-Universität im Jahr 1891 Max Rubner. Als Rubner 1909 den Lehrstuhl für Physiologie übernahm, bezog das Hygiene-Institut ein Gebäude des 1874–1877 errichteten Universitätskomplexes in der Dorotheenstraße.

### Museum für Volkstrachten und Museum für deutsche Volkskunde

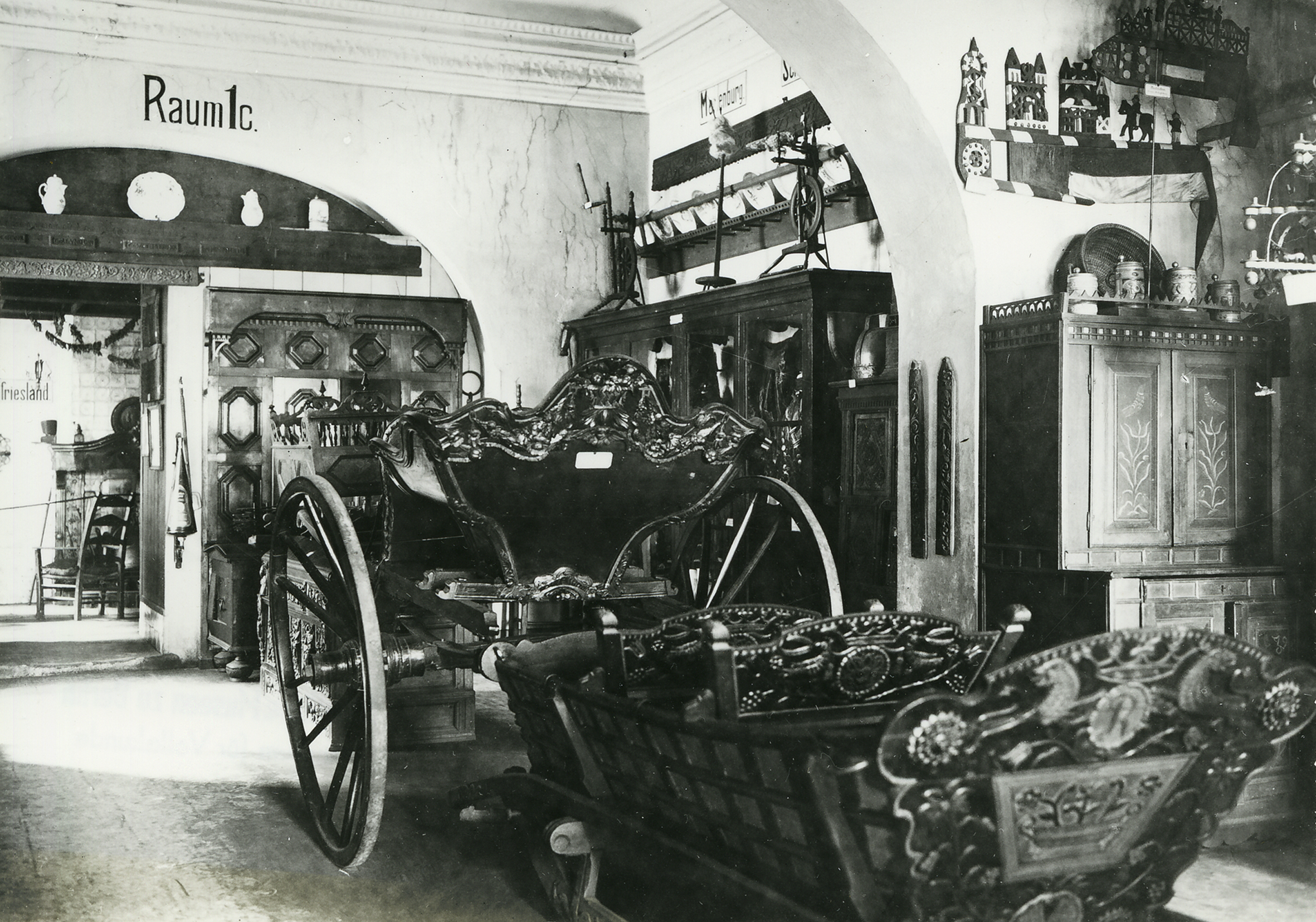
Sammlung für deutsche Volkskunde im Palais Creutz, nach 1909

Nachdem Rudolf Virchow mit seinem Wunsch, das Völkerkundemuseum durch eine Abteilung auch für deutsche Geräte und Trachten zu erweitern, gescheitert war, hatte er 1889 ein Komitee zur Einrichtung eines „Deutschen Museums für Trachten und Geräte“ gegründet. Im selben Jahr ermöglichte der Kultusminister Gustav von Goßler Virchow und seinen Mitstreitern, in sieben Räumen des Palais Creutz auf privater Basis die Eröffnung des Museums für deutsche Volkstrachten und Erzeugnisse des Hausgewerbes. Ein kurz zuvor veröffentlichter Aufruf zur Spende einschlägiger Objekte hatte große Resonanz gefunden. Von 1894 bis 1904 war Hermann Sökeland der Leiter des Museums, dann wurde es unter Karl Brunner Bestandteil des Museums für Völkerkunde. Trotz seiner zunehmenden Raumprobleme musste das Museum im Palais Creutz bleiben. Auf Brunner folgte 1926 Konrad Hahm. Er verlegte einen großen Teil der Aktivitäten des Museums, dessen Ausstellung mittlerweile wegen der Raumnot als „chaotisch“ beschrieben wurde, nach außerhalb, besonders in die Berliner Schulen.
Mit Unterstützung des preußischen Finanzministers Johannes Popitz erhielt das Museum Januar 1934 das Schloss Bellevue als neuen Standort und verließ das Palais Creutz.

### Staatliches Institut für deutsche Musikforschung
Noch im Jahr 1935 wurde das Palais Sitz des neu gegründeten Staatlichen Instituts für deutsche Musikforschung unter Max Seiffert. Das Institut betrieb im Palais das Musikinstrumenten-Museum, dessen Sammlung zuvor zur Hochschule für Musik gehört hatte. Sie gab einen Überblick zur Entwicklung der Musikinstrumente in vollständigen Reihen und zeigte auch „exotische Instrumente“. Zu den kostbarsten Ausstellungsstücken gehörten ein Cembalo Johann Sebastian Bachs, die Reiseklaviere Mozarts und Friedrichs des Großen, auch dessen Flöte, und die Flügel Clara Schumanns und Carl Maria von Webers. Am 18. Dezember 1936 konnte der Direktor Alfons Kreichgauer (1889–1958) das Museum eröffnen; seine Nachfolger waren 1938 Albrecht Ganse, nach dessen Tod 1939 Hans-Heinz Dräger und 1941 als kommissarischer Institutsdirektor Hans Albrecht.
Unter ihm begann während des Zweiten Weltkriegs 1943 die Auslagerung der Bestände, hauptsächlich in das Schloss Seifersdorf in Sachsen. Zum 1. Januar 1945 ließ der Reichsminister für Wissenschaft, Erziehung und Volksbildung, Bernhard Rust das kriegsbedingt geschlossene Museum auflösen.
In der Viersektorenstadt Berlin fand das wiederbelebte Museum 1949 mit seinen durch Kriegseinwirkungen reduzierten Beständen unter Alfred Berner (1910–2007) nach mehreren Ortswechseln sein Domizil im Schloss Charlottenburg in West-Berlin.

### Gefährdung, Zerstörung und Abriss

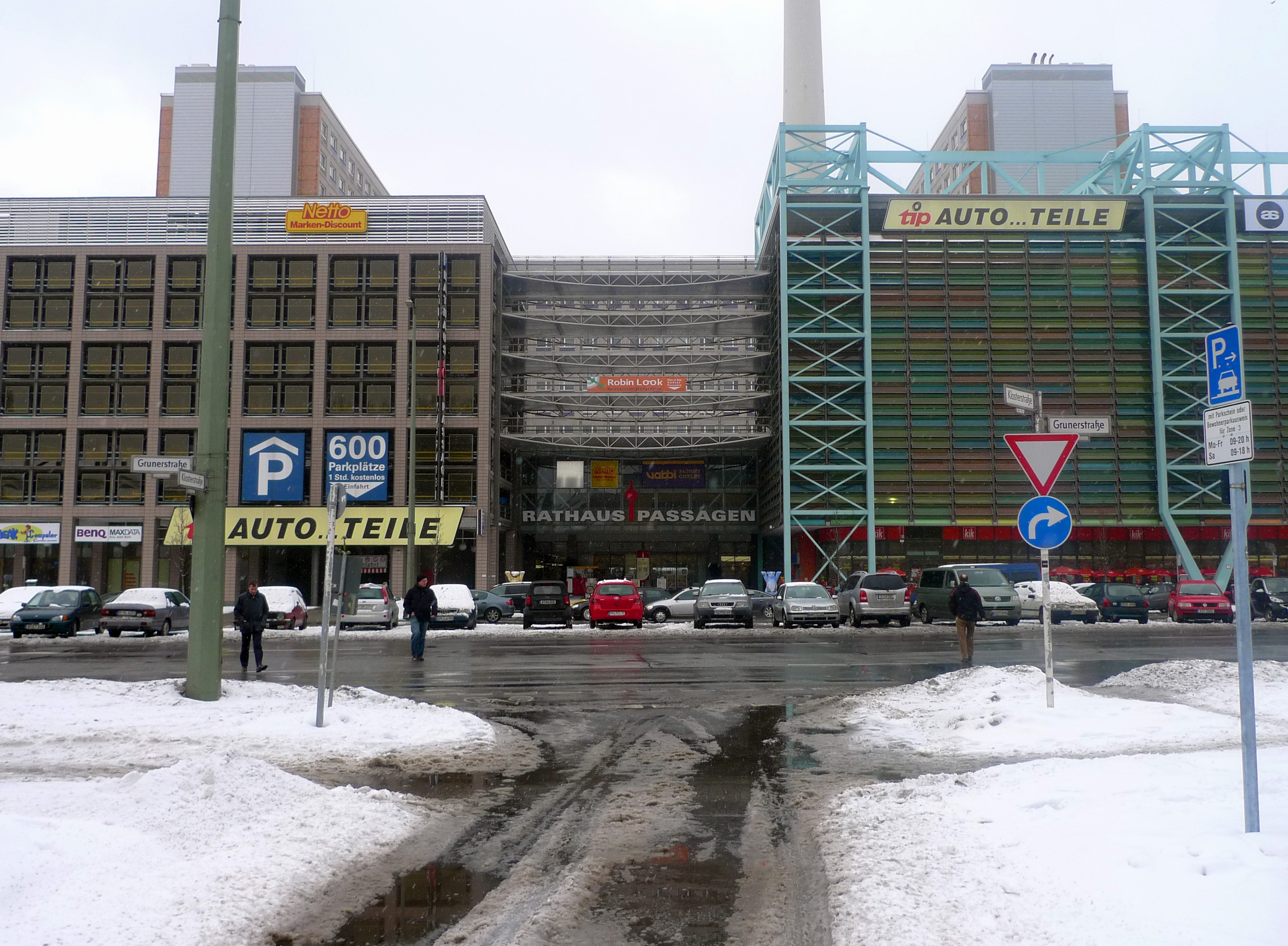
Ort des Palais Creutz 2010; der gelbe Buddy Bär vor den Rathauspassagen markiert ungefähr die verschwundene Ecke Klosterstraße / Siebergasse

Leitbild der Stadtplaner Berlins in der Weimarer Republik war eine moderne Stadt mit Hochhäusern, U-Bahnen und leistungsfähigen Straßenverkehrsachsen. Getragen von ihrer „bestandsfeindlichen Grundüberzeugung“ setzten zur Entlastung der Königstraße die Stadtbauräte Martin Wagner und Hermann Hahn, unterstützt von Martin Mächler, eine Verlängerung der seit 1885 parallel zur Königstraße angelegten Grunerstraße zur Klosterstraße durch, der mehrere historische Gebäude, darunter das hochmittelalterliche Lagerhaus, zum Opfer fielen. Beide planten, die Grunerstraße unter Einbeziehung der Siebergasse zur Spandauer- und weiter zur Jägerstraße durchzulegen. Das hätte den Abriss des Palais Creutz mitsamt seiner Erweiterungsbauten bedeutet.
Der Durchbruch zur Spandauer Straße unterblieb 1931 in der Weimarer Republik nicht wegen Protesten gegen die geplanten Abrisse, wie dem von Hermann Schmitz, sondern angesichts der politischen Probleme unter Oberbürgermeister Gustav Böß und finanzieller Unsicherheiten, die sich in der Weltwirtschaftskrise steigerten, verbunden mit der Schwierigkeit, den Kataster- und Finanzämtern einen neuen innerstädtischen Standort zu verschaffen. In der folgenden Zeit des Nationalsozialismus verhinderte zuerst das Kostenargument, dann die vom Generalbauinspektor gesetzten Prioritäten den Grunerstraßendurchbruch. Die gegen Ende der 1930er Jahre beginnende Wiederaufnahme des ad acta gelegten Durchbruchsprojektes versandete endgültig 1943 im Zweiten Weltkrieg.
Im April 1945 brannte das Palais bei einem der letzten Luftangriffe der Alliierten auf Berlin aus. Die großzügigen Stadtumbau- und Verkehrsplanungen der Vorkriegsjahre konnten dank des weitgehenden Flächenabrisses Alt-Berlins in der Nachkriegszeit über den Epochenwechsel hinweg zu DDR-Zeiten ab den 1960er Jahren verwirklicht werden. Beim Ausbau der Grunerstraße zu einer leistungsfähigen Verbindung zwischen Alexanderplatz über die Leipziger Straße bis zur Zoo-Gegend ging der nördliche Teil der Klosterstraße unter. Der Platz der 1949 abgerissenen Ruine des Palais Creutz liegt seither an der westlichen Mündung des Straßentunnels am Alexanderplatz.